# Schistura alepidota
Schistura alepidota es una especie de peces de la familia Balitoridae en el orden de los Cypriniformes.

## Distribución geográfica
Se encuentra en el Pakistán y el río Indo  a su paso por la China.

## Hábitat
Es un pez de agua dulce.